# Władysław Frasyniuk
Władysław Frasyniuk, né le 25 novembre 1954 à Wrocław, est un homme politique polonais.

## Biographie
Ancien militant du syndicat Solidarność, il dirige successivement des partis politiques du centre comme le    Mouvement civique Action démocratique (Ruch Obywatelski Akcja Demokratyczna) (ROAD) (1989-1990), l'Union démocratique (UD) (1990-1994) ou l'Union pour la liberté (UW) (1994-2005).
En 2005, il contribue à créer le Parti démocrate - demokraci.pl (PD), qu'il dirige jusqu'en mars 2006 avant de le quitter définitivement en 2009 pour soutenir la candidature d'Andrzej Olechowski à l'élection présidentielle de 2010, soutenue par le Parti démocratique (Stronnictwo demokratyczne) (SD).
Il est député à la Diète (Chambre basse du Parlement polonais) de 1991 à 2001 (3 législatures).

## Distinctions
- Chevalier de l'ordre Polonia Restituta (1990)
- Grand-croix de l'ordre Polonia Restituta (2006)
- Chevalier de la Légion d'honneur (2016)[1]